# Pièce en chocolat

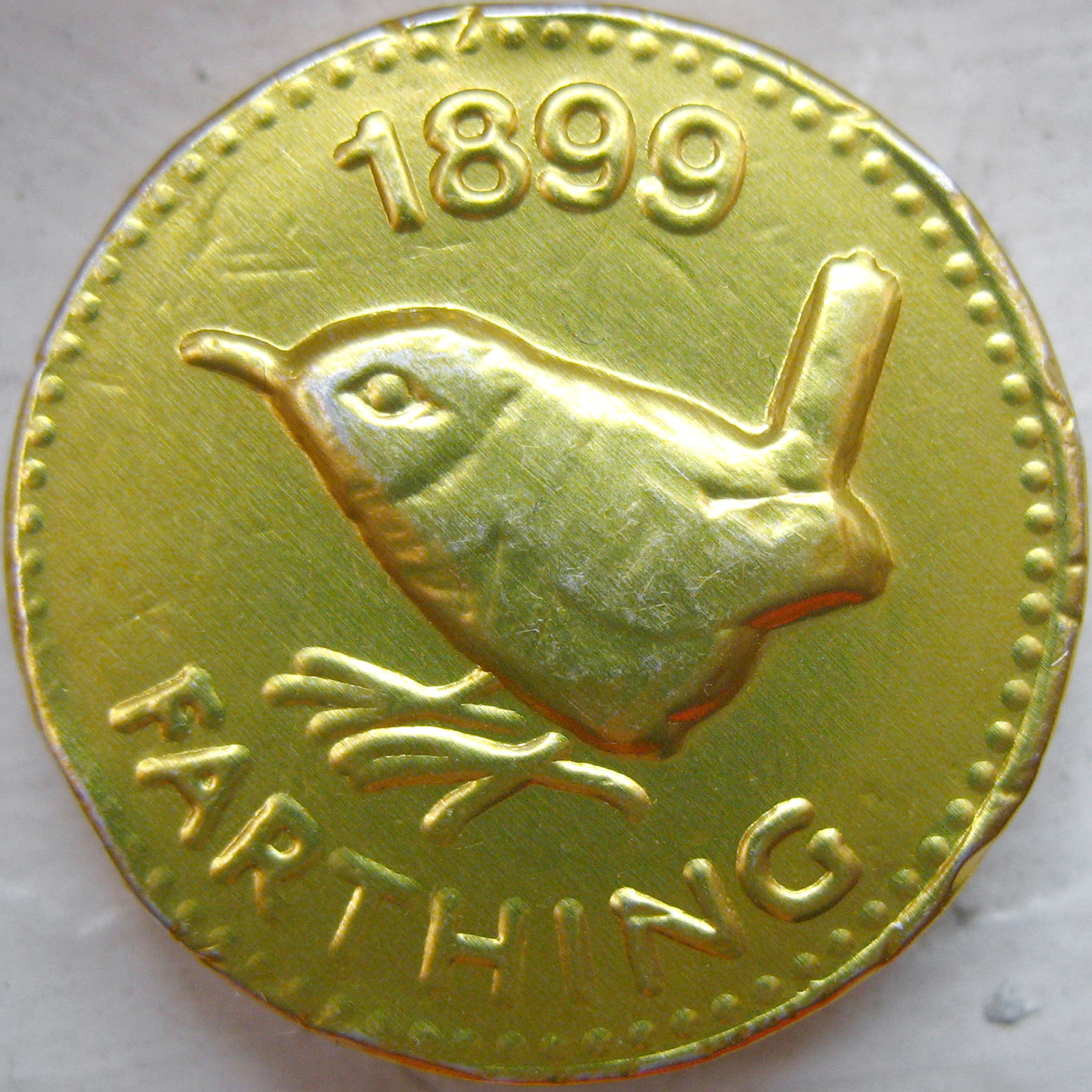
Pièce en chocolat recouverte d'aluminium.

Une pièce en chocolat est un produit de chocolat en forme de pièce de monnaie, le chocolat étant protégé et renforcé par une fine feuille d'aluminium couvrant ses faces.

## Histoire
En tant que tradition de Noël, le don de pièces de monnaie en chocolat s'inspirerait des actes de saint Nicolas au quatrième siècle, les pièces de monnaie en chocolat ayant été introduites quelque temps après l'introduction du chocolat en Europe au 16e siècle.

## Royaume-Uni
Au Royaume-Uni, les pièces en chocolat imitent le design de l'argent authentique ; elles sont traditionnellement achetées à l'époque de Noël et servent à décorer le sapin de Noël et à remplir les bas de Noël des enfants. Lorsque les enfants rendent visite à un ami ou à un parent, ils sont autorisés à trouver et à prendre des chocolats dans l'arbre comme cadeau. Une variante consiste à cacher des pièces de monnaie en chocolat quelque part dans la maison pour que les enfants les trouvent, souvent sous la forme d'une piste de trésor.
À la fin 2020, une boutique de confiseries de Framlingham met en vente des pièces en chocolat à l'effigie du chanteur local Ed Sheeran. Pour ce faire, Ingrid Simpson, gérante de la boutique, a dû demander les droits d'utiliser l'image du chanteur au label Universal Music Group.